# 三碘合铅酸甲铵
三碘合铅酸甲铵是一种具有钙钛矿结构的化合物，化学式为CH3NH3PbI3，可简写为MAPbI3。它可由碘化铅和碘化甲铵在γ-丁内酯中反应制得，异丙醇蒸气扩散进其氢碘酸溶液，也能得到它的单晶。它的正交、四方和立方相是已知的。